# اولگ شاتوف
اولگ الکساندروویچ شاتوف (روسی: Олег Александрович Шатов؛ زاده ۲۹ ژوئیهٔ ۱۹۹۰) بازیکن فوتبال اهل روسیه است.
وی همچنین در تیم ملی فوتبال روسیه بازی کرده‌است.